# Виторио Стораро
Виторио Стораро (на италиански: Vittorio Storaro) е италиански кинооператор. 

## Биография
Роден е на 24 юни 1940 година в Рим в семейството на прожекционист и започва да се занимава с фотография от ранна възраст. Завършва кинематография и работи в киното, като от края на 60-те години е водещ кинооператор, а през следващите години придобива международна известност с дългогодишното си сътрудничество с режисьора Бернардо Бертолучи. Сред известните му филми са „Апокалипсис сега“ (1979), „Червените“ (1981), „Последният император“ (1987), „Чай в пустинята“ (1990). За своята работа е награждаван с 3 награди „Оскар“ и една награда на БАФТА.

## Избрана филмография
| година | филм                               | оригинално заглавие                 | режисьор            |
| ------ | ---------------------------------- | ----------------------------------- | ------------------- |
| 1970   | Стратегията на паяка               | Strategia del ragno                 | Бернардо Бертолучи  |
| 1970   | Конформистът                       | Il conformista                      | Бернардо Бертолучи  |
| 1972   | Последно танго в Париж             | Last Tango in Paris                 | Бернардо Бертолучи  |
| 1976   | Двадесети век                      | Novecento                           | Бернардо Бертолучи  |
| 1979   | Апокалипсис сега                   | Apocalypse Now                      | Франсис Форд Копола |
| 1981   | Червените                          | Reds                                | Уорън Бейти         |
| 1981   | Волята на сърцето                  | One from the Heart                  | Франсис Форд Копола |
| 1987   | Последният император               | The Last Emperor                    | Бернардо Бертолучи  |
| 1988   | Мечтата на Тъкър                   | Tucker: The Man and His Dream       | Франсис Форд Копола |
| 1989   | Нюйоркски истории (Живот без Зоуи) | New York Stories (Life Without Zoë) | Франсис Форд Копола |
| 1990   | Чай в пустинята                    | The Sheltering Sky                  | Бернардо Бертолучи  |
| 1993   | Малкият Буда                       | Little Buddha                       | Бернардо Бертолучи  |
| 1998   | Танго                              | Tango, no me dejes nunca            | Карлос Саура        |
| 2004   | Заклинателят: Началото             | Exorcist: The Beginning             | Рени Харлин         |
| 2005   | Заклинателят: Господство           | Dominion: Prequel to the Exorcist   | Пол Шредер          |
| 2016   | Социален живот                     | Café Society                        | Уди Алън            |
| 2019   | Дъждовен ден в Ню Йорк             | A Rainy Day in New York             | Уди Алън            |